# Elaphoglossum scolopendriforme
Elaphoglossum scolopendriforme är en träjonväxtart som beskrevs av Tard. Elaphoglossum scolopendriforme ingår i släktet Elaphoglossum och familjen Dryopteridaceae. Inga underarter finns listade.